# Caveirão

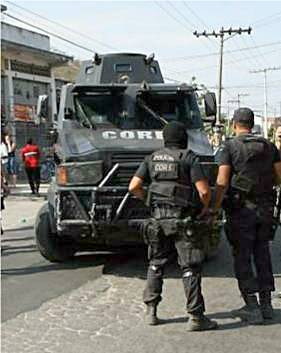
Veículo blindado do CORE similar ao Caveirão utilizado pelo BOPE.

Caveirão é o nome popular do carro blindado usado pela Polícia Militar do Estado do Rio de Janeiro (PMERJ) em incursões nas áreas de risco, geralmente em favelas. Oficialmente, o nome desse carro blindado é, veículo blindado de transporte de pessoal (VBTP). Diferente do que a maioria das pessoas pensam, ele não é um carro de combate, ele é um carro de apoio. É utilizado para apoiar os policiais em operações ou resgatar policiais e pessoas feridas nas localidades conflagradas pelo crime organizado.
Atualmente, a Polícia Militar do Rio de Janeiro possui 53 veículos blindados em operação nas várias unidades da corporação.

## Características
Os veículos se caracterizam por sua pintura preta, pelo logotipo do Batalhão de Operações Policiais Especiais da Polícia Militar (BOPE), que apresenta uma caveira com uma adaga encravada e garruchas douradas cruzadas (daí o apelido),e também existe o blindado branco da Unidade de Polícia Pacificadora (UPP),e pelo uso de alto-falantes que avisam a chegada do blindado.
Veículos policiais especiais usados para intervenções nos guetos, foram inicialmente utilizados na África do Sul, entre 1948 e 1994, pelo regime segregacionista do apartheid.
Esse tipo de veiculo é costumeiramente usado em países como os EUA para enfrentar bandidos fortemente armados, com os quais uma blindagem comum ou mesmo a falta dessa poderia vir a ocasionar lesões graves a policiais. Seguindo o mesmo preceito, é usado nas favelas da cidade do Rio de Janeiro devido ao armamento usado pelos traficantes: fuzis, granadas e armas anti-aéreas.
De acordo com estimativas da Secretaria de Estado de Segurança Pública o uso desses veículos blindados reduziu pela metade o número de mortes entre os policiais nas operações contra os narcotraficantes.
O veículo é um carro-forte adaptado para as operação do BOPE. Pesando quase 8 toneladas acomoda até 11 policiais. Os atuais pesam 10 toneladas, carregando até 15 e tendo espaço pra 13 policiais. Pode atingir a velocidade máxima de 120 km/h, sendo capaz de funcionar em aceleração máxima por 24 horas, além de resistir a três milhões de quilômetros sem pedir água. A autonomia basta por 700 km.

## Renovação da frota

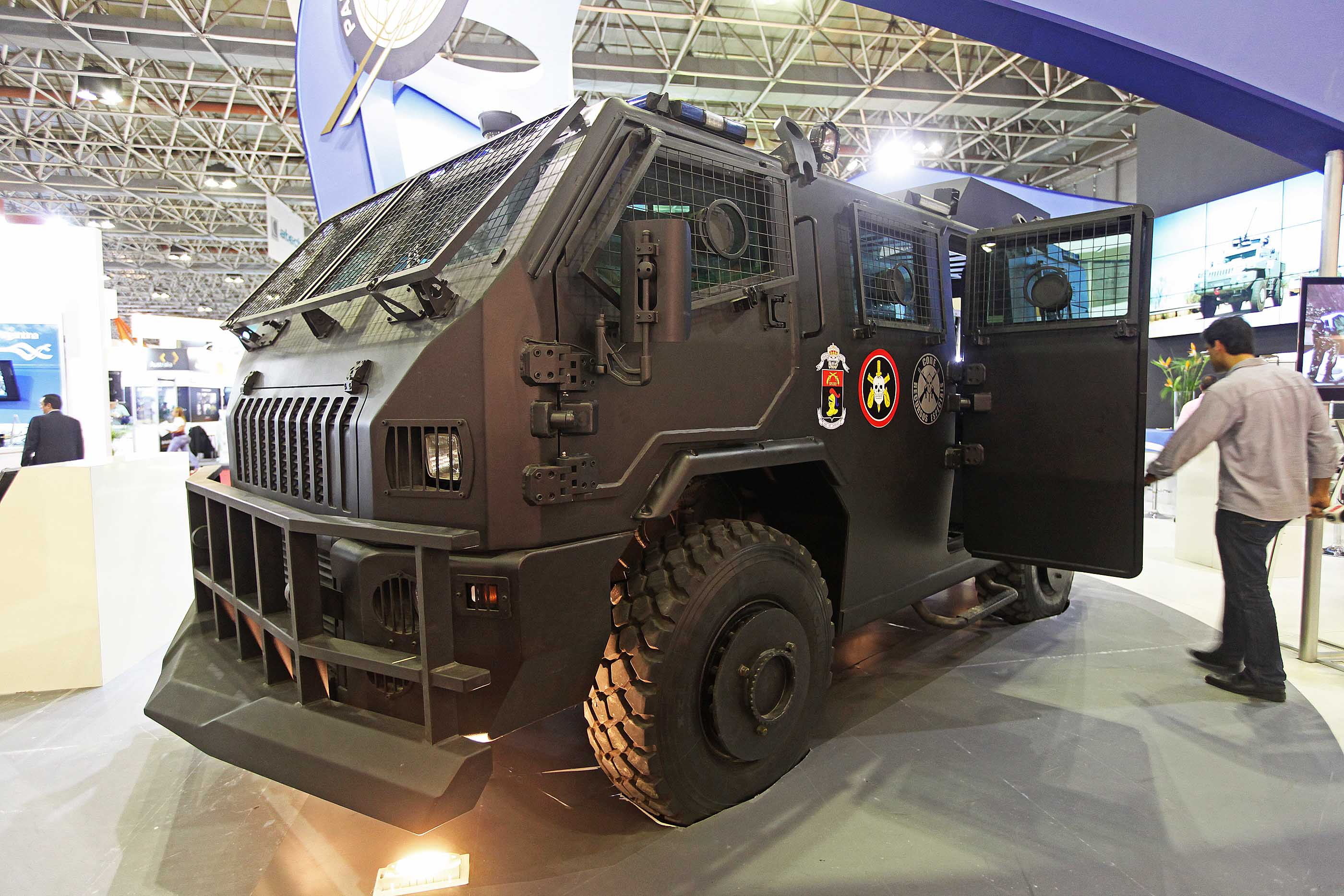
Protótipo do Maverick, veículo tático adotado pelo BOPE e CORE em 2013.

Em 2014, a Polícia do Rio de Janeiro incluiu em sua frota 8 novos Caveirões, sendo quatro deles destinado ao BOPE. O novo veículo equipado com freios ABS tem a capacidade de transportar 13 policiais, e conta com um sistema de ar condicionado que é capaz de refrigerar mesmo com o motor desligado, em caso de danos, os pneus são capazes de permanecer em funcionamento por até 20 quilômetros. O sistema de blindagem foi reforçado, oferecendo mais segurança a tripulação. Algo interessante nesses novos blindados, são os seus sistemas de desobstrução de vias, que é equipado com um mecanismo hidráulico, instalado na parte frontal do veículo, um tipo de "para-choque móvel", que serve para remover obstáculos.
Os novos Caveirões resistem a explosões de minas em seu casco inferior, tiros de fuzis 7.62 mm e de calibres maiores, como 12,7 mm (.50 BMG), é equipado com câmeras externas e um sistema de supressão de incêndio no motor. Eles ainda passam por buracos de até 60 cm de largura e sobre degraus de 35 cm, andam na água com até 60 cm de profundidade e são adaptados para o uso de computadores e equipamentos de GPS no seu interior.
Em 2020, o Governo do Estado iniciou processo de renovação de frota adquirindo 30 blindados da empresa Combat Armor Defense, num investimento de cerca de R$ 20 milhões (ao custo unitário de R$ 652,5 mil). Os veículos começaram a serem entregues em março de 2022 e são equipados com blindagem nível 3, capaz de suportar tiros de fuzil, pneus com gel, câmeras de última geração, além de serem mais ágeis e compactos. O modelo foi projetado para transportar dez policiais militares distribuídos em posições estratégicas. Dentre as unidades adquiridas estão duas ambulâncias blindadas – o primeiro veículo do tipo no país – destinadas ao Grupamento Especial de Salvamento e Ações de Resgate (GESAR).
Além dos novos Caveirões, a PM investiu R$ 81 milhões na aquisição de 513 veículos – apelidados de caveirinhas ou blindadinhos –, os veículos são parcialmente blindados nas partes lateral, dianteira e traseira, e devem ser adotados no entorno de áreas conflagradas e em vias expressas, tal como a Linha Amarela. A corporação estuda a compra de veículos totalmente blindados, como vem sendo feito pela Polícia Rodoviária Federal (PRF).

## Críticas
Seu uso é razão de extrema controvérsia entre setores da sociedade. De um lado, defende-se a continuidade das operações, e mesmo sua ampliação, em razão do papel que teriam para trazer segurança aos agentes da lei. De outro lado, defende-se a abolição imediata das operações, pois, segundo estudiosos, as incursões seriam violadoras massivas dos direitos humanos. Porém o uso dos "Caveirões" é amplamente defendido pela PMERJ. Apesar de ser criticado por entidades de Direitos Humanos, o Caveirão é defendido pelas polícias como medida de segurança aos policiais.